# معاملة ملكية (فلم)
معاملة ملكية (بالإنجليزية: The Royal Treatment) هو فيلم رومانسي أمريكي لعام 2022 من إخراج ريك جاكوبسون، وسيناريو هولي هيستر، ومن بطولة لورا مارانو، ومينا مسعود.

## روابط خارجية
- معاملة ملكية على موقع IMDb (الإنجليزية)
- معاملة ملكية على موقع نتفليكس (الإنجليزية)
- معاملة ملكية على موقع فيلمافينيتي (الإسبانية)
- معاملة ملكية على موقع قاعدة بيانات الفيلم (الإنجليزية)
- معاملة ملكية على موقع ليتربوكسد (الإنجليزية)
- معاملة ملكية على موقع كينوبويسك (الروسية)